# Ребекка Квін
Ребекка Квін (англ. Rebecca Quin, нар. 30 січня 1987) — ірландська професійна реслерка, яка виступає в WWE за бренд RAW під псевдонімом Беккі Лінч (англ. Becky Lynch) і є чинною Інтерконтинентальною чемпіонкою. Вона є семиразовою світовою чемпіонкою. Лінч є однією з найбільш впізнаваних і була найбільш оплачуваною реслеркою у WWE. Твіттер поставив її на шосте місце у списку Топ Жіночих Атлетів Світу у 2019 році.
Квін почала тренування у професійному реслінгу у 2002 році. Спочатку виступавши в Ірландії, час від часу об'єднуючись у команду зі своїм братом, і виступаючи під псевдонімом Ребекка Нокс, вона незабаром почне виступати по всій Європі та Півнвчній Америці, на незалежній арені у різноманітних промоушенах. Найбільше вона змагалася у Elite Canadian Championship Wrestling, ставши першою чемпіонкою SuperGirls у 2005 році. У 2006 році, Квін зазнала серйозної травми, яка вибила її із реслінгу на декілька років. Вона повернулася у 2012 році, згодом підписавши контракт з WWE у 2013 році, будучи направленою на підготовчий майданчик NXT. Після її пушу в основному ростері WWE, вона стала інавгураційною Чемпіонкою SmackDown серед жінок на Backlash 2016, згодом протримавши цей титул 4 рази.
У 2018 році, ставши більш агресивним персонажем на SummerSlam, коли вона атакувала Шарлотт Флер, представивши себе як андердога з несправедливим ставленням, і назвавши себе "The Man", викликавши тим самим зріст популярності. У 2019 році, вона виграла Королівську Битву, а на Реслманії 35, вона виграла обидва, Чемпіонство Raw серед жінок, і Чемпіонство SmackDown серед жінок, ставши першою, хто тримав ці титули одночасно , і чотириразовою чемпіонкою серед жінок. Вона програла Чемпіонство SmackDown наступного місяця, але встановила рекорд на найдовший рейн Чемпіонства Raw серед жінок, у 399 днів, до того, як вона здала титул через вагітність. У серпні 2021, Лінч повернулася на SummerSlam, вступивши у сутичку із Чемпіонкою SmackDown серед жінок, Б'янкою Белейр, яку вона здолала секундами пізніше, ставши чотириразовою Чемпіонкою SmackDown серед жінок. Вигравши Командне Чемпіонство WWE серед жінок на початку 2023 року, вона стала шостою Чемпіонкою Потрійної корони, а після виграшу Чемпіонства NXT серед жінок, у вересні 2023 року, вона стала шостою Чемпіонкою Великого шолому.

## Раннє життя
Ребекка Квін народилася 30 січня 1987 року, у Лімеріку. Незабаром після її народження, її сім'я повернулая назад до Дубліна. Її батьки розлучилися, коли їй було 1 рік, а її батько з'їхав, але її мати покликала його допомогти виховувати, коли їй було чотири. Коли їй було 11, її мати знайшла нового партнера, пілота, і вони переїхали у прибережне передмістя Бейсайд, поселившись у будинок, поряд з її партнером.
Вона почала дивитися професійний реслінг з малого віку, разом зі своїм братом, Річі, який пізніше виступав на ринзі під псевдонімом Гонзо де Мондо Вона займалася кінним спортом, плаванням і баскетболом. Однак, вона пройшла через тяжкий підлітковий період, із проблемами у школі, навіть заваливши фізичну культуру одного року.
Квін поступила до Університетського коледжу Дубліна, вивчати філософію. історію і політику, але визнавши, що "вона ненавиділа це", кинула університет. Вона планувала повернутися до коледжу вивчати охорону здоров'я. До того, як почати тренуватися у реслінгу, вона заявляла, що вона йшла не тією дорогою, вживаючи алкоголь, але реслінг допоміг кинути.

## Кар'єра у професійному реслінгу

### Тренування і рання кар'єра (2002-2005)
Квін почала займатися реслінґом у червні 2002 року під керівництвом Фергала Девітта та Пола Трейсі і вже через п'ять місяців провела свій перший матч під псевдонімом Ребекка Нокс. Вона також тренувалася у британському промоушені NWA UK Hammerlock Спочатку вона працювала в Ірландії, іноді виступала в команді зі своїм братом, але незабаром почала виступати по всій Європі.

### Незалежні промоушени (2005-2013)
Працювала у французькому промоушені, де в 2006 році завоювала чемпіонський титул. Крім того, працювала в англійській федерації One Pro Wrestling та в німецькій German Stampede Wrestling. З 2005 року почала виступати в Північній Америці на арені Supergirls Wrestling. У Supergirls Wrestling Квін стала першою чемпіонкою дів і утримувала титул 10 місяців. Вона також брала участь в турнірі ChickFight III, в якому дійшла до другого раунду.
У вересні 2006 року під час одного з матчів в Німеччині Квін отримала травму голови, їй діагностували можливе пошкодження восьмого черепного нерва. Спочатку очікувалося, що Квін повернеться на ринг у 2008 році, проте вона відмовилася від виступів. Лише у 2011 році вона повернулася в Shimmer як менеджерка, а в 2013 році уклала угоду з WWE.

### WWE

#### NXT (2013–2015)

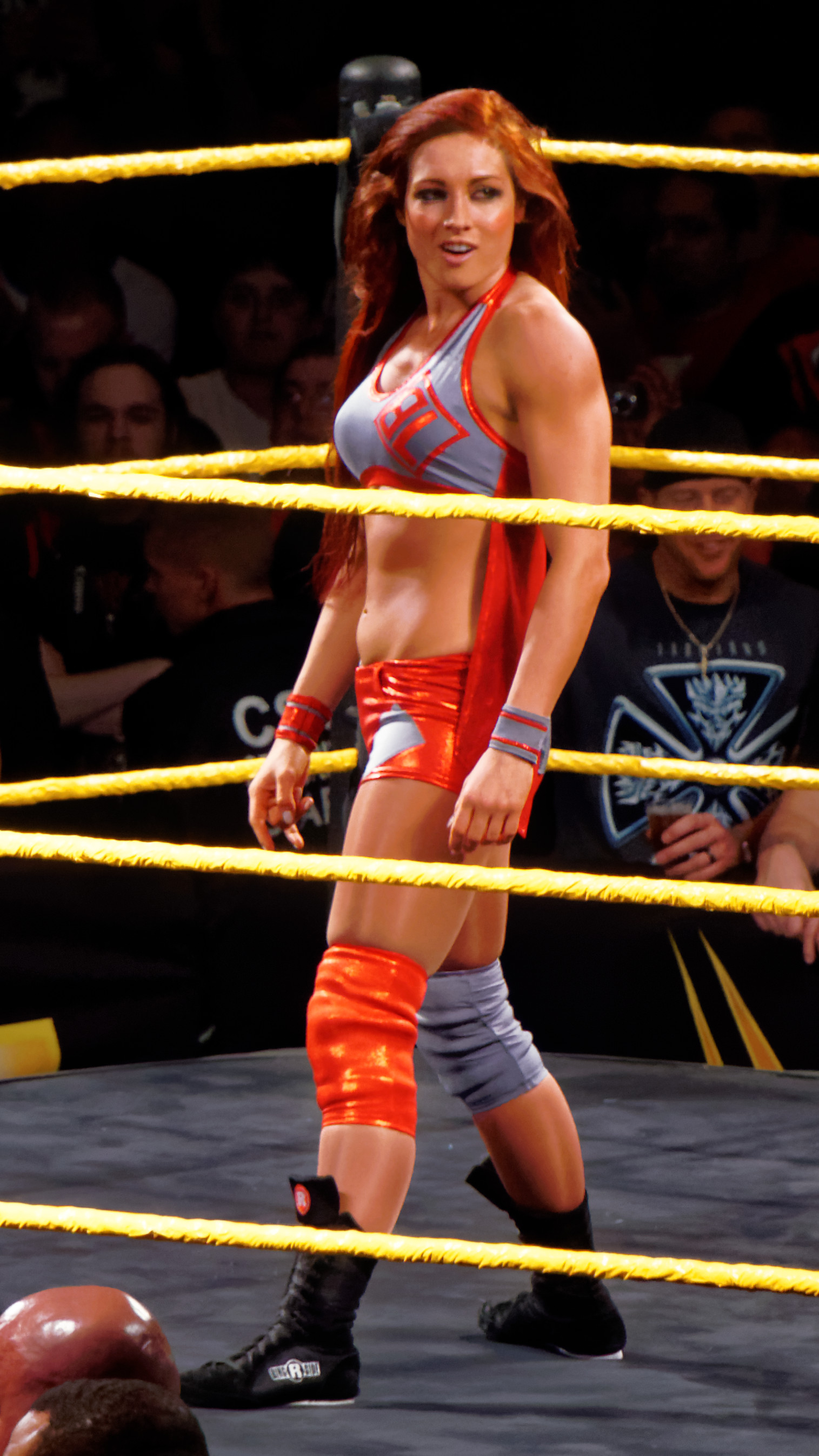
Лінч під час хаусшоу NXT, березень 2015

У квітні 2013 року, Квін підписала дворічну угоду з WWE, і переїхала до Флориди, аби виступати на підготовчому майданчику NXT 29 серпня, її було представлено під псевдонімом Беккі Лінч. Лінч здійснила телевізійний дебют на випуску NXT від 26 липня 2014 року, перемігши Саммер Рей. Наступного тижня, Беккі змагалася у команді з Бейлі у програшному матчі проти BFFs: Beautiful Fierce Females (Чемпіонка NXT серед жінок Шарлотт і Саша Бенкс). Наступні декілька місяців, Лінч змагалася у нетитульних матчах проти Шарлотт, програвши 3 рази підряд. На випуску NXT від 23 жовтня, після того, як їй сказали більш релевантною, вона об'єдналася з Бенкс, атакувавши Бейлі, ставши хілом. Відомі як Команда B.A,E (Best at Everything), альянс почав розпадатися, коли Бенкс коштувала матч Лінч проти Бейлі, у лютому 2015.
На NXT TakeOver: Rival, Лінч змагалася у матчі фатальної четвірки за Чемпіонство NXT серед жінок, який виграла Бенкс. У квітні, Лінч здолала Бейлі та Шарлотт у матчі потрійної загрози, заробивши матч за титул проти Бенкс, який вона програла на NXT TakeOver: Unstoppable. Під час матчу, вона дебютувала у новому образі, схожому на персонажа із Magic: The Gathering, Чандру Налаар. Матч отримав широке визнання критиків, з похвалами обох учасників.

#### Жіноча революція (2015-2016)
Лінч здійснила офіційний дебют в основному ростері 13 липня, на випуску Raw, у якості фейса, разом з Шарлотт і Сашою Бенкс, після того, як Стефані МакМен закликала до "революції" у дивізіоні Дів. Лінч і Шарлотт почали об'єднуватися рвзом з Пейдж, яка протистояла Команді Белла (Близнючки Белла і Аліша Фокс), тоді як Бенкс об'єдналася з Наомі й Таміною, що призвело до бійки між трьома командами. Тріо Пейдж, Шарлотт і Лінч спочатку мало мати назву Submission Sorority, було перейменовано на Team PCD (за ініціалами кожної з реслерок), після того, як було виявлено, що оригінальна назва була такою ж, як і сайт для дорослих Лінч здійснила свій дебют на рингу на випуску Raw від 20 липня, у команді з Пейдж у програшному матчі проти команди Саши Бенкс і Наомі. Лінч здобула свою першу перемогу на випуску Main Event від 28 липня, над Брі Беллою. Зрештою, три команди зустрілися на SummerSlam у тристоронньому командному матчі на вибування, у якому Лінч утримала Брі Беллу, здобувши перемогу для PCB.
На випуску Raw від 31 серпня, всі члени PCB змагалися у першому матчі Дів "Beat the Clock Challenge", аби визначити претендентку номер один на титул Чемпіонки Дів. Шарлотт виграла матч і здобула право на титульний матч проти Ніккі Белли на Night of Champions 20 вересня, який вона виграла. Наступного вечора на Raw, Пейдж пішла проти своїх партнерок під час святкування Шарлотт, заявивши, що Шарлотт тут лише через її батька Ріка Флера (так як він колишній реслер WWE), і назвавши Лінч "найменш релевантною" учасницею угрупування Протягом жовтня, Пейдж намагалася примиритися з Шарлотт і Лінч, тільки для того, щоб атакувати їх, тим самим розформувати Команду PCB у процесі. На випуску Raw від 2 листопада, Лінч була утримана Пейдж у матчі фатальної четвірки за претенденство номер один на Чемпіонство Дів проти Шарлотт. Наступного тижня на Raw, Лінч помстилася, здолавши Пейдж.
На випуску Raw від 30 листопада, Шарлотт почала демонструвати лиходійські риси, після того як вона симулювала травму ноги, щоб перемогти Лінч, після відволікання від її батька. Протягом грудня, дружба обох почала напружуватися, і після перемоги Лінч на випуску Raw від 4 січня 2016 року, Шарлотт атакувала її, остаточно ставши хілом. Лінч зустрілася з Шарлотт у матчі за Чемпіонство Дів через декілька днів на SmackDown, і на PPV Королівська Битва, але програла обидва матчі після втручання Ріка Флера.
Протягом лютого, Лінч почала змагатися у команді з Бенкс проти Наомі й Таміни. Це протистояння продовжувалося до тих пір, поки Лінч і Бенкс не вийшли переможцями у командному матчі на Fastlane. Наступного вечора на Raw, у матчі за претендентство номер один за Чемпіонство Дів, Лінч і Бенкс закінчили матч подвійним отриманням (обидві реслерки утримали один одного одночасно). Реванш наступного випуску SmackDown закінчився без результату, оскільки Чемпіонка Дів Шарлотт атакувала обох учасниць. Як результат, Шарлотт мала захищати титул у матчі потрійної загрози на Реслманії 32. На самій події, Лінч не змогла виграти тільки но створене Чемпіонство WWE серед жінок (яке замінило Чемпіонство Дів). На Money in the Bank у червні, Лінч змагалася у команді з Наталією проти Дани Брук і Шарлотт у програшному матчі. Після матчу, Наталія атакувала Лінч. Ці двоє протистояли один одному протягом місяця., допоки Лінч не програла Наталії на Battleground.

#### Чемпіонство SmackDown серед жінок (2016-2018)
Після того, як Лінч стала першою задрафтованою жінкою на бренд SmackDown, під час 2016 WWE Draft, вона здолала Наталію у першому матчі, будучи частиною бренду. На SummerSlam, Лінч змагалася у команді з Кармеллою і Наомі у програшному матчі 3 на 3 проти Алекси Блісс, Ніккі Белла і Наталії.

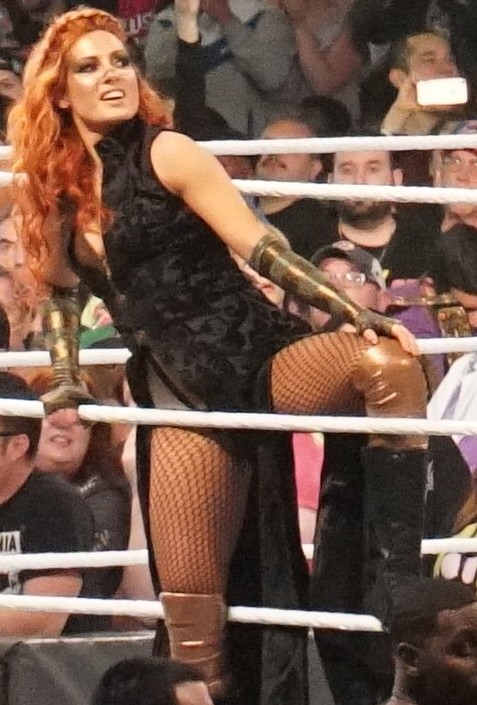
Лінч на Реслманії 34 у квітні 2018

11 вересня на Backlash, Лінч виграла шестисторонній матч на вибування, останню утримавши Кармеллу, ставши інавгураційною Чемпіонкою SmackDown серед жінок. її перший захист титулу було призначено на No Mercy, проти Алекси Блісс, але через реальну травму Лінч, матч було перенесено на випуск SmackDown від 8 листопада, у якому Лінч зберегла титул. Пізніше того ж місяця, на Survivor Series, Лінч була частиною команди SmackDown, разом з Кармеллою, Блісс, Наомі та Наталією у матчі Survivor Series, який вони програли команді Raw. На PPV TLC: Tables, Ladders & Chairs у грудні, Лінч програла Чемпіонство SmackDown серед жінок Блісс у матчі зі столами, закінчивши рейн у 84 дні. Вона отримала свій чемпіонський реванш на випуску SmackDown від 17 січня 2017 року, але програла після втручання від Ла Лучадори (пізніше виявилося, що це Міккі Джеймс, яка щойно повернулася) Це призвело до матчу між Лінч та Джеймс на Elimination Chamber у лютому, який Лінч виграла. Лінч брала участь у шестисторонньому матчі за титул на Реслманії 33, який зрештою виграла Наомі.
У травні, Лінч об'єдналася з Наомі та Шарлотт Флер проти The Welcoming Committee (Наталія, Кармелла й Таміна). Дві команди зустрілися у жіночому командному матчі 3 на 3 на Backlash, який виграли The Welcoming Committee, після того, як Лінч здалася від шарпшутеру Наталії. Незабаром після, Лінч змагалася на Money in the Bank, у першому жіночому матчі Money in the Bank з драбинами, який виграла Кармелла. У жовтні, Лінч виграла матч фатальної п'ятірки, проти Флер, Наомі, Таміни і Кармелли, ставши капітаном команди SmackDown на Survivor Series. На самій події, Лінч була першою елімінованою, а її команда у підсумку програла. Протягом решти року, Лінч знову обєдналася з Флер і Наомі проти дебютанток Riott Squad (Рубі Райотт, Лів Морган і Сара Логан). У січні 2018, на Королівській Битві, Лінч брала участь у першому жіночому матчі Королівської Битви, вийшовши під номером 2, протримавшись 30 хвилин, у підсумку будучи викинутою Рубі Райотт. Декілька місяців потом, Лінч брала участь у жіночому батл-роял на Реслманії 34, але була викинута Джеймс. У травні, вона кваліфікувалася у жіночий Money in the Bank матч з драбинами, який зрештою виграла Блісс.

#### The Man (2018-2019)

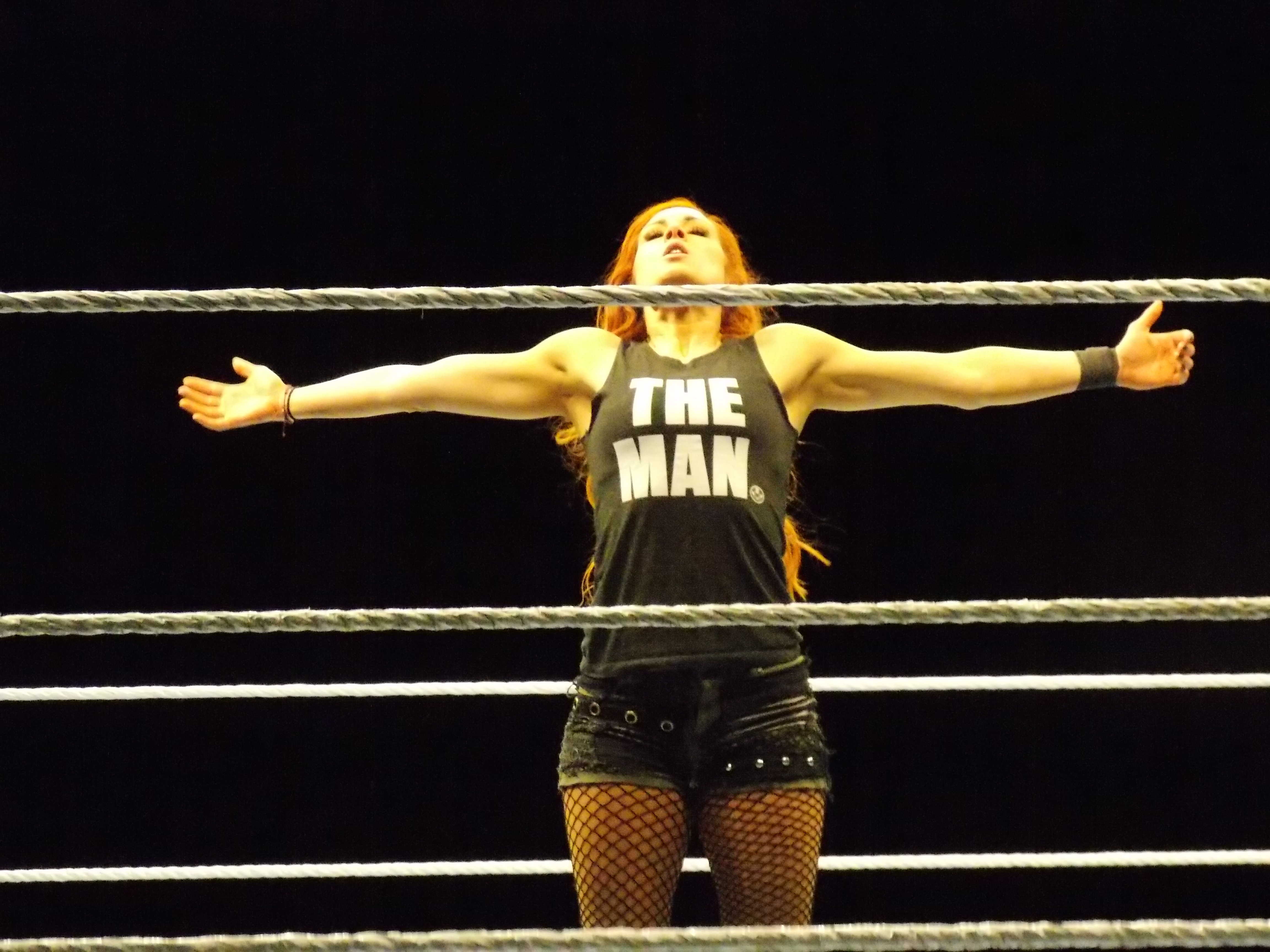
У 2018, Лінч почала використовувати прізвисько "The Man"

Після Money in the Bank, Лінч почала переможний стрік, здолавши різних суперниць, таких як Біллі Кей, Соня Девіль, Пейтон Ройс, Менді Роуз, і Чемпіонку SmackDown серед жінок Кармеллу у нетитульному матчі. Ця перемога дозволила Лінч отримати матч за титул на SummerSlam, разом із Шарлотт Флер, яка була додана до матчу також після перемоги над Кармеллою у нетитульному матчі. Флер виграла титул, утримавши Лінч, яка збиралася підкорити Кармеллу. Після матчу, Лінч атакувала Флер, ставши Хілом вперше в основному ростері. Два дні потому на SmackDown, Лінч почала звинувачувати натовп, заявляючи, що вони недостатньо її підтримували весь цей час, і що їй відмовляли у можливостях, які завжди давали Флер. Не дивлячись на це, публіка все більше підтримувала Лінч, спонукаючи WWE перелаштувати сюжетну лінію, зобразивши і Лінч, і Флер як тих, хто має валідну точну зору, але ніхто з них не був відвертим хілом. Протистояння між цими двома призвело до титульного матчу на Hell in a Cell, у якому Лінч виграла Чемпіонство SmackDown серед жінок вдруге. Згодом, Лінч зберегла свій титул проти Флер на Super Show-Down, і на Evolution.
Приблизно в цей час, Лінч почала використовувати прізвисько "The Man", заявивши, що вона топ реслерка компанії, і знову стала зображатися як фейс. Як частина міжбрендового протистояння між Raw і SmackDown, У Лінч був запланований міжбрендовий матч чемпіонка vs. чемпіонки проти Чемпіонки Raw серед жінок Ронди Роузі. Лінч очолювала вторгнення ростеру SmackDown на Raw 12 листопада, де вона по справжньому отримала струс мозку і зламаний ніс після удару від Наї Джакс; не дивлячись на травму, її, здавалось би, спокійна реакція та зображення її закривавленого обличчя, зробили з неї зірку того вечора. - згодом вона назве цей нещасний випадок "замаскованим благословенням". Через травму, Лінч зняли з матчу проти Роузі, а Флер у підсумку стала заміною, що було оголошено наступного вечора на SmackDown. Після повернення, Лінч захищала свій титул у грудні на TLC проти Флер і Аски, у матчі Столи, Драбини та Стільці, у якому Аска виграла титул після втручання Роузі, яка штовхнула Лінч і Флер з драбини, закінчивши свій другий рейн у 91 день. 27 січня 2019 року, на Королівській Битві, Лінч не змогла повернути титул у  матчі проти Аски. Пізніше того ж вечора, вона взяла участь у жіночій Королівській Битві, замінивши травмовану Лану, яка мала вийти під 28 номером. Лінч у підсумку виграла, викинувши останньою Шарлотт Флер. Наступного вечора на Raw, Лінч продовжила своє протистояння з Роузі, вибравши зустрітися з Роузі за Чемпіонство Raw серед жінок на Реслманії 35. По сюжету, відмовившись від медичного обстеження коліна, і атакувавши Стефані МакМен й Тріпл Ейча, Вінс МакМен відсторонив Лінч у лютому на 60 днів, і замінив її на Шарлотт Флер, яка стала новою опоненткою Роузі за Чемпіонство Raw серед жінок на Реслманії. Завдяки благанням Роузі, Стефані скасувала відсторонення, а на Fastlane, вона здолала Флер через дискваліфікацію, після того як Роузі навмисно атакувала Лінч, давши їй виграти; завдяки правилам матчу, Лінч повернули у титульний матч на Реслманії, зробивши його матчем потрійної загрози за Чемпіонство Raw серед жінок.
Флер згодом виграла Чемпіонство SmackDown серед жінок у Аски, зробивши матч на Реслманії "Переможець Забирає Все", за обидва титули. На самій події, де жінки вперше були у головній події Реслманії, Лінч суперечливо утримала Роузі, вигравши обидва титули. Коментатори і команда продакшену відзначили, що плечі Роузі не були на рингу на рахунку три, залишивши багатьох фанатів та медіа здивованими, чи то був легітимний фініш. Тим не менш, завдяки цій перемозі, Лінч стала першою, хто завдав Роузі поразки, утримавши її, і ставши подвійною чемпіонкою, і єдиною жінкою, хто тримав обидва титули одночасно. З двома титулами, їй було дозволена з'являтися і на Raw, і на SmackDown, і отримавши новий нікнейм "Беккі Два Титули" (англ. "Becky Two Belts").

#### Рекордне чемпіонство Raw серед жінок (2019-2020)
Незабаром після Реслманії, Лінч була поставлена у протистояння з Лейсі Еванс, яку було задрафтовано на Raw під час Встряски Суперзірок, і яка безперервно атакувала Лінч після її промо. Одночасно на SmackDown, Лінч продовжила своє протистояння з Флер за Чемпіонство SmackDown серед жінок. У травні, на Money in the Bank, Лінч зберегла Чемпіонство Raw серед жінок проти Еванс, але програла Чемпіонство SmackDown серед жінок Шарлотт Флер у наступному ж матчі, через втручання Еванс. Після програшу Чемпіонства SmackDown серед жінок, Лінч стала ексклюзивним учасником бренду Raw, і продовжила протистояння з Еваснс. В середині червня, Лінч успішно захистила титул проти Еванс на PPV Stomping Grounds. Пізніше, тієї ж ночі, Лінч допомогла своєму хлопцю у реальному житті, Сету Роллінсу зберегти Чемпіонство Всесвіту WWE проти Барона Корбіна, після того, як Корбін обрав Еванс у якості запрошеного рефері на їхній титульний матч. Протистояння між двома парами підійшло до кінця на Extreme Rules, у липні, коли Лінч та Роллінс зберегли обидва свої титули у змішаному командному матчі переможець забирає все.

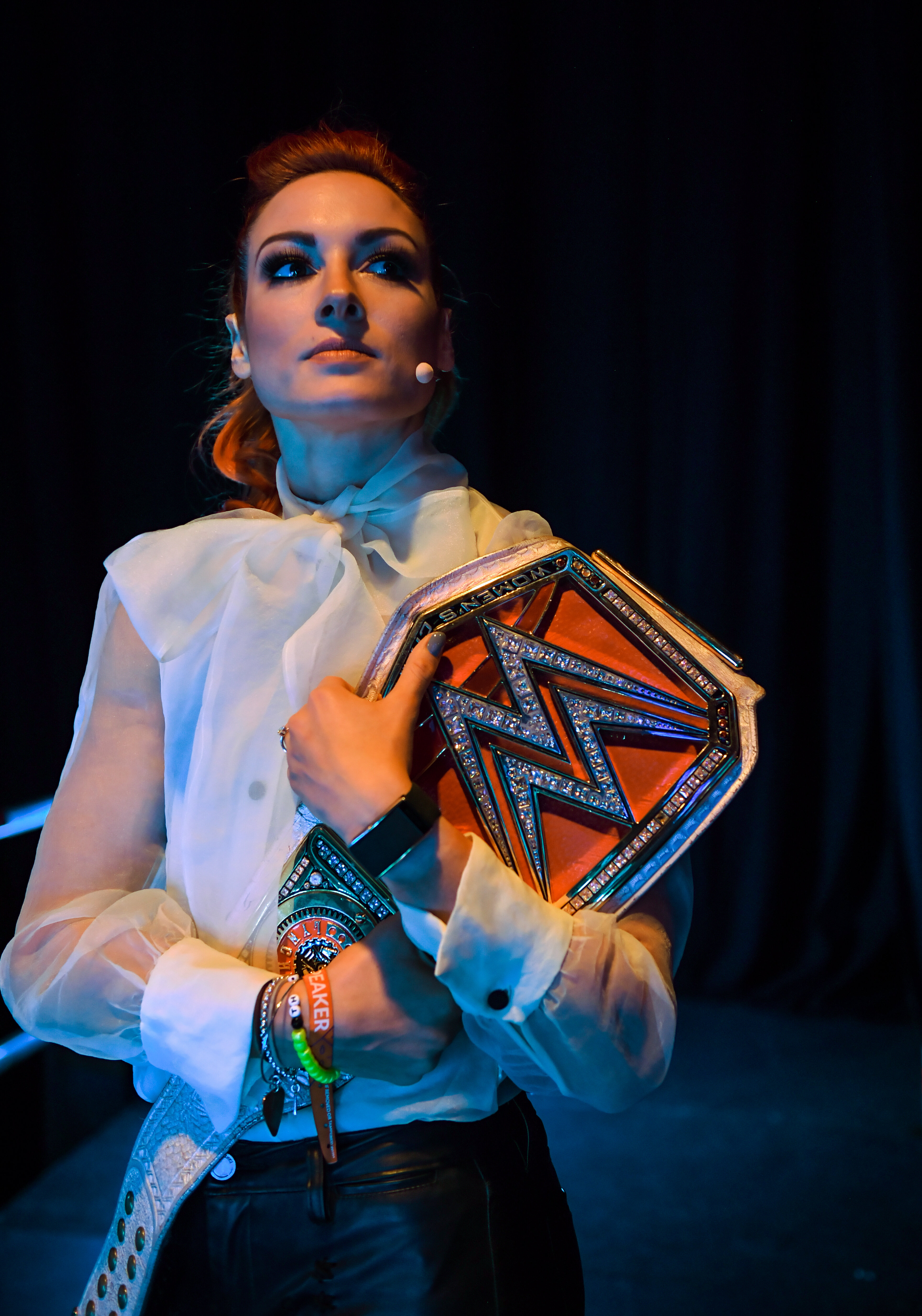
Лінч як Чемпіонка WWE серед жінок у листопаді 2019

У серпні, Лінч розпочала коротке протистояння з Наталією. На SummerSlam, Лінч вийшла переможницею у їхньому матчі з підкореннями. Після повернення в середині серпня, Саша Бенкс атакувала Лінч, знову спалахнувши їх протистояння з 2015. На Clash of Champions, 1 вересня, Лінч зберегла сій титул після ненавмисного удару стільцем по рефері, визвавши поразку через дискваліфікацію. Протистояння врешті призвело до матчу Hell in a Cell 6 жовтня на однойменному PPV. Лінч знову вийшла переможницею. На Survivor Series, Лінч зустрілася з Чемпіонкою SmackDown серед жінок Бейлі, та Чемпіонкою NXT серед жінок Шейною Базлер у нетитульному матчі потрійної загрози, аби визначити найбільш переважаючу чемпіонку. Базлер вийшла переможницею, підкоривши Бейлі, в той час, як Лінч лежала за межами рингу. Після матчу, Лінч атакувала Базлер, проломивши нею коментаторський стіл. 26 листопада, Лінч перевершила Ронду Роузі як найдовшу Чемпіонку Raw серед жінок.
Після Survivor Series, Лінч об'єдналася з Шарлотт у протистоянні з Командними Чемпіонками серед жінок The Kabuki Warriors (Аска і Каірі Сейн), призвівши до матчу за правилами Столи, Драбини та Стільці між двома командами на TLC у грудні, який The Kabuki Warriors виграли. Згодом, вона продовжила протистояння з Аскою, яке призвело до матчу за Чемпіонство Raw серед жінок на Королівській Битві 26 січня 2020 року, де Лінч зберегла титул, закінчивши протистояння.
У лютому, Лінч протистояла Шейні Базлер, яка виграла матч Elimination Chamber за право викликати Лінч на матч за Чемпіонство Raw серед жінок на Реслманії 36. На події 4 квітня, Лінч здолала Базлер, зберігши титул, незабаром після перевершивши свій титульний рейн у більше, ніж рік. Після події, Лінч припинила брати участь у фізичних конфронтаціях, обмежившись промо для просування сюжетної лінії. На випуску Raw від 11 травня, Лінч анонсувала, що відмовляється від Чемпіонства Raw серед жінок через вагітність, і що переможниця жіночого матчу з драбинами Money in the Bank минулого вечора, який виграла Аска, насправді був за чемпіонство.

#### Big Time Becks (2021-2022)
21 серпня 2021 року, після 15-ти місячної відпустки, Лінч здійснила своє повернення на SummerSlam у якості хіла, здолавши Б'янку Белейр менш ніж за хвилину, вигравши Чемпіонство SmackDown серед жінок вчетверте. На Extreme Rules, Лінч оспішно зберегла свій титул після втручання з боку Саши Бенкс, яка щойно повернулася. У матчі потрійної загрози між цими трьома за Чемпіонство SmackDown серед жінок було призначено на Crown Jewel у жовтні, де Лінч успішно захистила свій титул. На випуску SmackDown від 15 жовтня, у рамках протистояння з Бенкс і Белейр, Лінч змагатиметься у матчі один-на-один проти Бенкс, і Бенкс утримає її, провівши Бекстебер, після втручання Белейр, знаменуючи її першу поразку з часу її повернення.
У рамках Драфту 2021, Лінч була задрафтована на бренд Raw як Чемпіонка SmackDown серед жінок. На випуску SmackDown від 22 жовтня, Лінч і Чемпіонка Raw серед жінок обмінялися своїми титулами, таким чином Лінч стала новою Чемпіонкою Raw серед жінок. У рамках Драфту 2021, Б'янка Белейр також була задрафтована на Raw, продовживши їх протистояння. На випуску Raw від 1 листопада, Лінч успішно захистила свій титул проти Белейр, закінчивши протистояння. На Survivor Series, Лінч здолала Чемпіонку SmackDown серед жінок Шарлотт Флер у матчі Чемпіонка vs. Чемпіонки. Лінч здолала Лів Морган, зберігши титул на випуску Raw від 6 грудня, і на Day 1. На випуску Raw від 31 січня 2022 року, Лінч мала конфронтацію з переможницею Королівської битви Рондою Роузі, але та просто кинула її на ринг, і покинула його. Згодом, вона мала конфронтацію з Літою, і та викликала її на титульний матч на Elimination Chamber за Чемпіонство Raw серед жінок, і який вона прийняла, так як це був матч мрії для Лінч, а також перший матч між ними. Вона успішно зберегла титул, що дало їй можливість отримати титульний матч проти переможниці матчу Elimination Chamber за претенденство номер один, Б'янки Белейр, на Реслманії 38. Першого вечора події, Беккі Лінч програла свій титул Белейр, закінчивши свій рейн у 162 дні.
На випуску Raw від 25 квітня, лінч мала конфронтацію з Аскою, яка щойно повернулася, заново розпаливши їх протистояння. На випуску Raw від 16 травня, Лінч не вдалося стати претенденткою №1 за Чемпіонство Raw серед жінок, програвши Асці. Наступного тижня, Лінч здолала Аску, щоб бути доданою до матчу між нею та Белейр на Hell in a Cell, зробивши матч потрійної загрози. На самій події, Белейр зберегла свій титул. На випуску Raw від 20 червня, Лінч не змогла кваліфікуватися на матч з драбинами Money in the Bank, програвши Асці. Однак, Лінч відправилася на подію, вигравши шестисторонній матч на вибування за останню можливість кваліфікуватися до MITB наступного випуску Raw. На Money in the Bank, вона не мала успіху у виграші матчу. На SummerSlam, Лінч не вдалося повернути Чемпіонство Raw серед жінок у Белейр, але обняла її після матчу, ставши фейсом у процесі. Після того як Белейр мала конфронтацію з Бейлі, яка щойно повернулася, і її новими союзниками - Дакотою Кай та Ійо Скай (раніше Іо Ширай), Лінч допомогла Белейр, укріпвши її статус фейса. 1 серпня, WWE випустили заяву про те, що Лінч отримала розрив плеча під час матчу на SummerSlam, через яку вона очікується пропустить декілька місяців. Цього ж вечора на Raw, вона була атакована за кулісами Бейлі, Кай і Скай, таким чином зникнувши на деякий час  з телебачення.

#### Повернення до The Man (2022-2024)
На випуску SmackDown від 25 листопада, Лінч повернулася в образі "The Man", ставши п'ятим і останнім учасником команди Б'янки Белейр на Survivor Series WarGames. На самій події, 26 листопада, команда Лінч вийшли переможцями після того, як Лінч провела подвійний дайвінг легдроп з вершини клітки на Кай і Скай, проломивши ними стіл, і утримавши Кай. На Королівській Битві, 28 січня 2023 року, Лінч вийшла у матч жіночої Королівської Битви під номером 15. Вона викинула Кай і Скай, перед тим, як сама була викинута Бейлі
На випуску Raw від 27 лютого, Лінч і Літа здолали Damage CTRL та виграли Командне Чемпіонство WWE серед жінок, завдяки допомозі Тріш Стратус, яка щойно повернулася; Лінч також стала шостою жінкою Чемпіонкою Потрійної Корони. Першого вечора Реслманії 39, Лінч, Літа і Стратус здолали Damage CTRL. На випуску Raw від 10 квітня, вона і Стратус (яка заміняла травмовану Літу), програли титули Лів Морган і Ракель Родрігес, закінчивши рейн Лінч і Літи у 41 день. Після цього, Стратус обернулася проти Лінч, і атакувала її. На випуску Raw від 15 травня, Лінч викликала Стратус на одиночний матч на Night of Champions. Лінч програла матч після втручання від Зої Старк, і Стратус утримала її. На випуску Raw від 5 червня, Лінч здолала Соню Девіль, кваліфікувавшись до матчу Money in the Bank на однойменному шоу 1 липня, який виграла Ійо Скай. Зрештою, Лінч заробила матч-реванш проти Стратус, здолавши Зої Старк в одиночному матчі на Raw, який був призначений офіційною особою WWE Адамом Пірсом на майбутній випуск, який пройшов через 2 тижні. Не включення матчу в кард SummerSlam, викликало негативну реакцію фанатів у соціальних мережах, зі звітами про те, що обидві Стратус і Лінч були розчарованими цим рішення в реальності. Подальші звіти стверджували, що матч не був включений через обмеження часу, що здавалося було підтверджено Тріпл Ейчем, який захищав рішення заявивши: "Було багато глузування, які я бачив цього тижня, про те, що матчі вирізають, це слово було використано. Але нічого не вирізали. Кард не був анонсований. Якщо у нас в кишені нема готових речей на PLE, ніж може вміститися у PLE, я зробив жахливу роботу." 14 серпня, матч між Стратус і Лінч закінчився подвійним відрахуванням. Адам Пірс оголосив, що обидві матимуть матч-реванш всередині сталевої кітки на Payback, де Лінч перемогла Стратус, і закінчила їхнє протистояння.
Після Payback, Лінч почала протистояння з Чемпіонкою NXT серед жінок Тіффані Страттон, і викликала її на титульний матч, який Страттон прийняла. 12 вересня на випуску NXT, Лінч здолала Стреттон, і виграла титул. у процесі ставши шостою Чемпіонкою Великого Шолому. Наступного випуску Raw, Лінч здолала Наталію у відкритому виклику за її титул, який вона зберегла. На No Mercy, Лінч здолала Страттон матчі за Екстремальними Правилами у головній події, зберігши титул. Лінч продовжила захищати титул проти Теган Нокс, на випуску Raw від 9 жовтня, так само як проти Інді Хартвелл на випуску Raw від 23 жовтня. Першого вечора Halloween Havoc, Лінч програла титул Лайрі Валькірії, закінчивши свій рейн у 42 дні.
На випуску SmackDown від 17 листопада, Лінч була анонсована як четверта і остання учасниця команди Б'янки Белейр на Survivor Series WarGames. На самій події, 25 листопада, Лінч, Белейр, Шарлотт Флер, і Шотці здолали Damage CTRL (Бейлі, Ійо Скай, Кайрі Сейн і Аска), після того як Лінч утримала Бейлі. Незабаром, Лінч знову розпалила ворожнечу проти Наї Джакс, кульмінацією якої був матч на Day 1, де Лінч програла Джакс. На Королівській Битві 27 січня 2024 року, Лінч вийшла на матч Королівської Битви під номером 21, і викинула Челсі Грін, перед тим, як сама була викинута Джейд Карґіл. На випуску Raw від 5 лютого, Лінч здолала Шейну Базлер, кваліфікувавшись до матчу Elimination Chamber на Elimination Chamber: Perth, де Лінч виграла, останньою елімінувавши Лів Морган, заробивши матч за Чемпіонство Світу серед жінок проти Рії Ріплі на Реслманії XL. ПЕршого вечора Реслманії XL 6 квітня, Лінч не змогла виграти титул у Ріплі. Після того, як Ріплі була змушена здати титул через справжню травму руки, Лінч виграла батл-роял на 14 жінок, на випуску Raw від 22 квітня, викинувши останньою Лів Морган, вигравши вакантний титул, ставши семиразовою чемпіонкою світу у процесі. На King and Queen of the Ring 25 травня, Лінч програла титул Морган після втручання від Домініка Містеріо, закінчивши свій рейн у 33 дні.

#### Повернення після перерви (2025-дотепер)
7 січня 2025 року, було повідомлено, що Лінч підgисала новий контракт з WWE. 20 квітня, другого вечора Реслманії 41, Лінч повернулася після 11-місячної перерви у якості командної партнерки Лайри Валькірії (замість травмованої Бейлі), здолавши Командних чемпіонок WWE серед жінок Лів Морган і Ракель Родрігес, вигравши Командне чемпіонство WWE серед жінок вдруге у кар'єрі. Наступного вечора на Raw, вони програли титули назад Морган і Родрігес, закінчивши свій рейн в один день. Після матчу, Лінч атакувала Валькірію, ставши хілом вперше з 2022 року. На випуску Raw від 28 квітня, Лінч зізналася, що то вона атакувала Бейлі перед Реслманією. На Backlash, 10 травня, Лінч не змогла виграти Інтерконтинентальне чемпіонство у Валькырії. На Money in the Bank 7 червня, Лінч здолала Валькірію, вигравши титул. На випуску Raw від 23 червня, Лінч здолала Бейлі, зберігши титул через дискваліфікацію, після того, як її атакувала Валькірія. На Evolution 13 липня, Лінч зберегла титул проти Бейлі та Валькірії у матчі потрійної загрози

## Реслінг стиль і персонаж
Лінч використовує Фуджінава армбар, який вона називає "Діс-арм-ер" (англ. "Dis-arm-her", дослівно - розброїти її або лишити її руки), і Памфандл сайд слем, який вона називає "Менхендл Слем", у якості фінішних прийомів.
Коли Лінч була задрафтована на SmackDown після WWE Драфту 2016, вона використовувала нікнейм "The Irish Lass Kicker". З 2018 по 2020, вона використовувала нікнейм "The Man". Після її повернення у 2021 році та її хілтьорну, вона почала використовувати нікнейм "Big Time Becks". Після того, як вона стала фейсом наступного року, вона повернулася до нікнейму "The Man".

## Титули та нагороди
- Pro Wrestling Illustrated
  - PWI ставить її №17 з топ 50 найкращих жінок-реслерок у 2015 році
- Queens of Chaos
  - World Queens of Chaos Championship (1 раз)
  - SuperGirls Wrestling
  - SuperGirls Championship (1 раз)
  - SuperGirls Championship tournament (2005)
- Wrestling Observer Newsletter
  - Найгірша ворожнеча року (2015) Команда ПШБ vs. Команда B.A.D. vs. Близнючки Белла